# Friedrich Vitzthum von Eckstädt

Oberhofmarschall Graf Vitzthum von Eckstädt, porträtiert von Karl Mediz, 1895

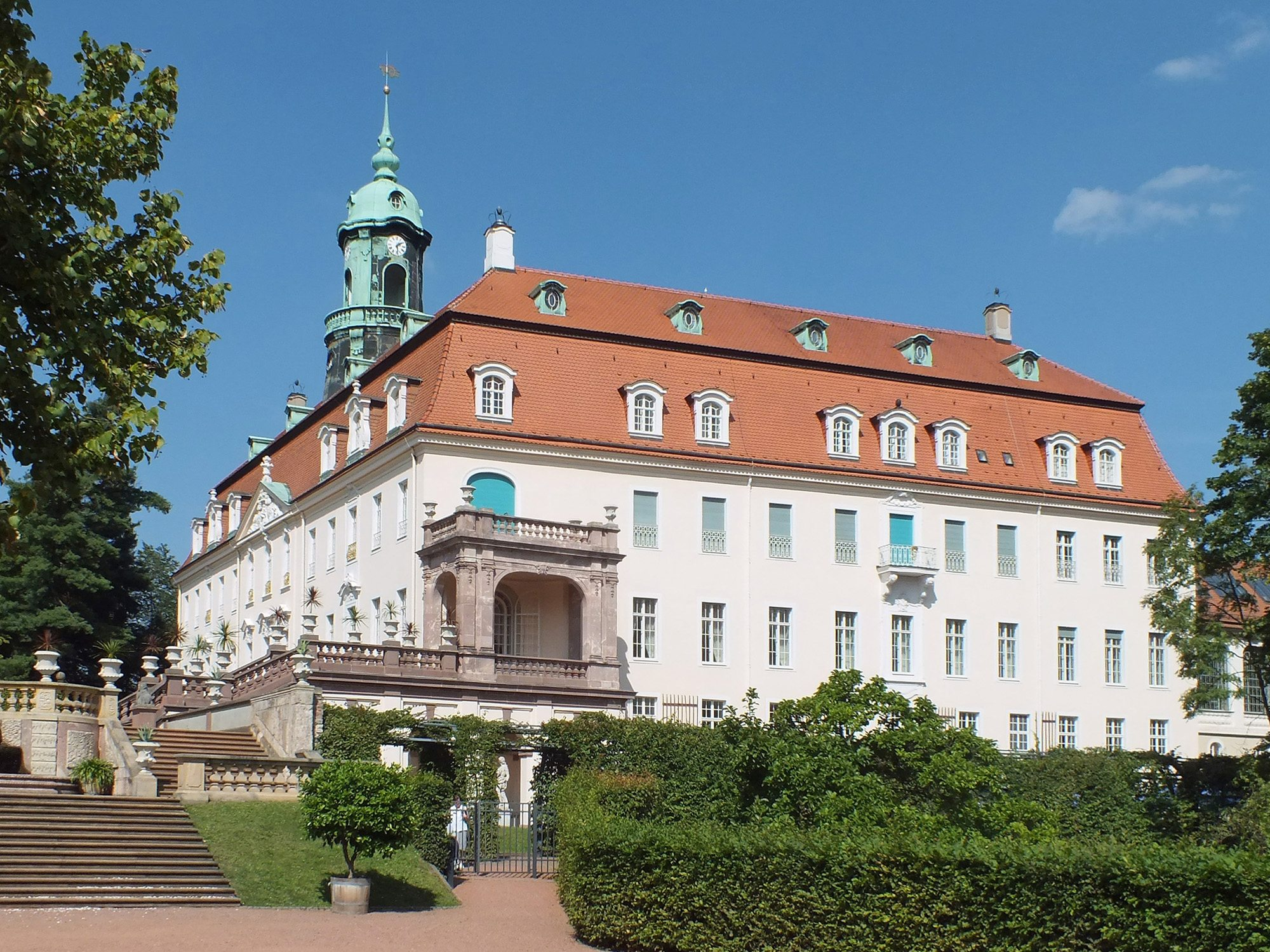
Schloss Lichtenwalde (2011)

Otto Friedrich Hermann Günther Graf Vitzthum von Eckstädt (* 14. Oktober 1855 in Dresden; † 13. Dezember 1936 auf Schloss Schönwölkau, Kreis Delitzsch) war ein deutscher Gutsbesitzer, Diplomat und Politiker. Er war von 1905 bis 1918 der letzte Präsident der I. Kammer des Sächsischen Landtags und letzter Majoratsherr auf Schloss Lichtenwalde. Er war neben dem Gut Lichtenwalde mit Auerswalde außerdem noch Rittergutsbesitzer auf Schönwölkau, Reibitz und Sausedlitz. Ab 1891 war er Oberhofmarschall (bzw. Oberstmarschall) der sächsischen Könige Albert und Friedrich August III.

## Leben und Wirken

### Familie
Der Sohn von Albert Friedrich Graf Vitzthum von Eckstädt († 1860) und seiner Ehefrau Amalie geb. von Miltitz († 1876) verbrachte seine Kindheit auf den Schlössern in Lichtenwalde und Schönwölkau, die beide seinem Vater gehörten. Nach Besuch des Vitzthumschen Gymnasiums in Dresden absolvierte er 1875/76 seinen einjährigen freiwilligen Militärdienst beim königlich-sächsischen Gardereiterregiment in Pirna, in welcher Zeit er bis zum Rang eines Leutnants aufstieg. Anschließend widmete er sich an der Universität Leipzig dem Studium der Rechtswissenschaften. Der Doktorgrad Dr. jur. wurde ihm honoris causa verliehen.
Am 3. Mai 1897 heiratete er in Hosterwitz bei Dresden Hedwig Sibylle geb. von Tschirschky und Bögendorff (1862–1951), Tochter des Otto Julius von Tschirschky und Bögendorff. Das Ehepaar hatte einen Sohn, Otto Siegfried (1904–1943), der als Diplom-Landwirt auch Erbe der Besitzungen wurde.

### Diplomat
Ein Jahr nach der erfolgreich bestandenen Staatsprüfung erhielt er als Aspirant für den diplomatischen Dienst des Deutschen Reichs im New Yorker Generalkonsulat eine weiterführende Ausbildung. In dieser Zeit bereiste er die USA, Kuba und Mexiko und kehrte anschließend in das Auswärtige Amt nach Berlin zurück. Nachdem er 1882 das diplomatische Examen abgelegt hatte, wurde er als Legationssekretär nach Stuttgart, später auch nach Paris und London, entsendet. Nach seiner Beförderung zum Legationsrat, vertrat er das Deutsche Kaiserreich in St. Petersburg, Wien und Bukarest.

### Oberhofmarschall und Präsident der I. Kammer
Von König Albert wurde er 1891 als Oberhofmarschall an eine zentrale Position des Beamtenapparats am sächsischen Hof berufen. Vom letzten sächsischen König Friedrich August III. wurde er 1905 mit dem Ehrenamt eines Oberstmarschalls ausgestattet. Im November 1901 gelang ihm als Vertreter der Ritterschaft des Erzgebirgischen Kreises der Einzug in die I. Kammer des Sächsischen Landtags. Im Oktober 1905 wurde er zum Präsidenten der Landtagskammer gewählt, nachdem sich Richard von Könneritz aus Altersgründen von diesem Amt zurückgezogen hatte. Er behielt diese Funktion bis zur Auflösung des sächsischen parlamentarischen Oberhauses im Rahmen der Novemberrevolution 1918.

## Barockschloss Lichtenwalde
In der Walpurgisnacht 1905 brannte sein Barockschloss Lichtenwalde bis auf die Grundmauern nieder. Durch den Hofbaurat Gustav Frölich ließ er es bis 1908 eklektizistisch verändert und modernisiert wieder aufbauen. Vitzthum starb 1936 auf seinem Nebensitz, dem 522 ha Gut, Schönwölkau und wurde in Lichtenwalde bestattet. Nachdem die Rote Armee im Juli 1945 das Schloss beschlagnahmt hatte, wurde seine Witwe als letzte Schlossherrin entschädigungslos enteignet und aus dem Haus gewiesen. Sie fand bis zu ihrem Tod eine Bleibe bei Freunden im Dorf Lichtenwalde. Das Schloss mit Mobiliar und Porzellan- und Gemäldesammlung wurde ausgeplündert.

### Genealogie
- Gothaisches Genealogisches Taschenbuch der Gräflichen Häuser 1920, Jg. 93. Justus Perthes, Gotha 1919, S. 1018 ff. (Digitalisat).
- Hans Friedrich von Ehrenkrook, Friedrich Wilhelm Euler: Genealogisches Handbuch der Gräflichen Häuser A (Uradel), Band II, Band 10 der Gesamtreihe GHdA, Hrsg. Deutsches Adelsarchiv, C. A. Starke, Glücksburg/Ostsee 1955, S. 486. ISSN 0435-2408.
- Josef Matzerath: Aspekte sächsischer Landtagsgeschichte – Präsidenten und Abgeordnete von 1833 bis 1952, Eigenverlag Sächsischer Landtag, Dresden 2001, S. 27 ff.
- Sonja Schöffler: Ein Hauch Vergangenheit – der letzte Majoratsherr von Lichtenwalde und Auerswalde und seine Familie; die Geschichte einer sächsischen Adelsfamilie, frei nach authentischen Begebenheiten erzählt, Drei Birken, 2004, ISBN 3-936980-15-2.

### Sekundärliteratur
- Josef Matzerath: Friedrich Vitzthum von Eckstädt. In: Institut für Sächsische Geschichte und Volkskunde (Hrsg.): Sächsische Biografie. Dresden 2009.
- Johannes Hürter (Red.): Biographisches Handbuch des deutschen Auswärtigen Dienstes 1871–1945. 5. T – Z, Nachträge. Hrsg. Auswärtigen Amt, Historischer Dienst. Band 5: Bernd Isphording, Gerhard Keiper, Martin Kröger: Schöningh, Paderborn u. a. 2014, S. 125 ff. ISBN 978-3-506-71844-0.